# Conquilla de Plata a la millor direcció
La Conquilla de Plata a la millor direcció és un premi oficial concedit en el Festival Internacional de Cinema de Sant Sebastià atorgat pel jurat al que consideren millor director de les pel·lícules presentades a la Secció Oficial del certamen.
L'any 1953 i 1954 només es premiaren directors espanyols. L'any 1955, el festival es va especialitzar en pel·lícules en color, i només concedia premis segons la qualitat del color. La Conquilla de Plata, específica per al director i de manera oficial, no es va atorgar fins a l'any 1977, quan va substituir el Premi Sant Sebastià a la millor direcció (i de forma no contínua). Entre 1980 i 1984 no es va lliurar la Conquilla de Plata com a tal, ja que el Festival va perdre la categoria A de la FIAPF, i només concedia un premi a nous realitzadors.

## Palmarès
| Any  | Director                             | Pel·lícula                                                        |
| ---- | ------------------------------------ | ----------------------------------------------------------------- |
| 1953 | Rafael Gil                           | La guerra de Dios                                                 |
| 1954 | Pedro Lazaga                         | La patrulla                                                       |
| 1955 |                                      |                                                                   |
| 1956 | Pietro Germi                         | Il ferroviere                                                     |
| 1957 | Alfréd Radok                         | Dedécek automobil                                                 |
|      | Otto Wilhelm Fischer                 | Ich suche Dich                                                    |
| 1958 | Alfred Hitchcock                     | Vertigo                                                           |
| 1959 | Alfred Hitchcock                     | North by Northwest                                                |
|      | Folco Quilici                        | Dagli Appennini alle Ande                                         |
| 1960 | Sydney Lumet                         | The Fugitive Kind                                                 |
| 1961 | Alberto Lattuada                     | L'imprevisto                                                      |
| 1962 | Mauro Bolognini                      | Senilità                                                          |
| 1963 | Robert Enrico                        | Au coeur de la vie                                                |
| 1964 | Miguel Picazo                        | La tía Tula                                                       |
| 1965 | Mario Monicelli                      | Casanova 70                                                       |
| 1966 | Mauro Bolognini                      | Madamigella di Maupin                                             |
| 1967 | Janusz Morgenstern                   | Yowita                                                            |
| 1968 | Peter Collinson                      | The Long Day’s Dying                                              |
| 1969 |                                      |                                                                   |
| 1970 |                                      |                                                                   |
| 1971 |                                      |                                                                   |
| 1972 |                                      |                                                                   |
| 1973 |                                      |                                                                   |
| 1974 |                                      |                                                                   |
| 1975 |                                      |                                                                   |
| 1976 |                                      |                                                                   |
| 1977 | Alf Brustellin Bernhard Sinkel       | Der Mädchenkrieg                                                  |
| 1978 | Manuel Gutiérrez Aragón              | Sonámbulos                                                        |
| 1979 | Pál Gábor                            | Angi Vera                                                         |
| 1980 |                                      |                                                                   |
| 1981 |                                      |                                                                   |
| 1982 |                                      |                                                                   |
| 1983 |                                      |                                                                   |
| 1984 |                                      |                                                                   |
| 1985 | Francisco J. Lombardi                | La ciudad y los perros                                            |
| 1986 | Axel Corti                           | Welcome in Vienna                                                 |
| 1987 | Dominique Deruddere                  | Crazy Love                                                        |
| 1988 | Gonzalo Suárez                       | Remando al viento                                                 |
| 1989 | Miroslaw Bork                        | Konsul                                                            |
| 1990 | Joel Coen                            | Miller's Crossing                                                 |
| 1991 | Bruce McDonald                       | Highway 61                                                        |
| 1992 | Goran Markovic                       | Tito i ja                                                         |
| 1993 | Philippe Lioret                      | Tombés du ciel                                                    |
| 1994 | Danny Boyle                          | Shallow Grave                                                     |
| 1995 | Mike Figgis                          | Leaving Las Vegas                                                 |
| 1996 | Francisco Lombardi                   | Bajo la piel                                                      |
| 1997 | Claude Chabrol                       | Rien ne va plus                                                   |
| 1998 | Fernando León de Aranoa              | Barrio                                                            |
| 1999 | Zhang Yang Michel Deville (ex aequo) | Xizhao (Shower) La maladie de Sachs                               |
| 2000 | Reza Parsa                           | Före Stormen (Before the storm)                                   |
| 2001 | Jean-Pierre Ameris                   | C'est la vie                                                      |
| 2002 | Chen Kaige                           | Together                                                          |
| 2003 | Bong Joon-ho                         | Memories of Murder                                                |
| 2004 | Xu Junglei                           | Yi geng mo sheng nu ren de lai xin (Letter from an unknown woman) |
| 2005 | Zhang Yang                           | Xiang Ri Kui (Sunflower)                                          |
| 2006 | Tom DiCillo                          | Delirious                                                         |
| 2007 | Nick Broomfield                      | Battle for Haditha                                                |
| 2008 | Michael Winterbottom                 | Genova                                                            |
| 2009 | Javier Rebollo                       | La mujer sin piano                                                |
| 2010 | Raúl Ruiz                            | Mistérios de Lisboa                                               |